# Noah Rodríguez
Alberto Noah Rodríguez Hernández (Santa Cruz de Tenerife, 20 de febrero de 1979), más conocido como Noah es un futbolista español. Se desempeña en posición de delantero y su equipo actual es el Club Deportivo Marino de la Segunda División B, Grupo I.

## Clubes
| Club           | País   | Año       | División   | Part. | Goles |
| -------------- | ------ | --------- | ---------- | ----- | ----- |
| CD Mensajero   | España | 1996-1997 | 2.ª B      |       |       |
| CD Mensajero   | España | 1997-1998 | 2.ª B      |       |       |
| CD Mensajero   | España | 1998-1999 | 2.ª B      |       |       |
| CD Mensajero   | España | 1999-2000 | 2.ª B      |       |       |
| UD Ibarra      | España | 2000-2001 | 3.ª        |       |       |
| UD Las Zocas   | España | 2001-2002 | 3.ª        |       |       |
| AD Laguna      | España | 2002-2003 | 3.ª        |       |       |
| AD Laguna      | España | 2003-2004 | 3.ª        |       |       |
| CD San Isidro  | España | 2004-2005 | 3.ª        |       |       |
| CD San Isidro  | España | 2005-2006 | 2.ª B      | 35    | 15    |
| CD San Isidro  | España | 2006-2007 | 3.ª        | 25    | 20    |
| CD San Isidro  | España | 2007-2008 | 2.ª B      | 14    | 8     |
| CD Marino      | España | 2007-2008 | 3.ª        | 19    | 10    |
| At.Granadilla  | España | 2008-2009 | 3.ª        | 33    | 30    |
| CD Marino      | España | 2009-2010 | 3.ª        | 40    | 30    |
| CD Marino      | España | 2010-2011 | 3.ª        | 36    | 21    |
| CD Marino      | España | 2011-2012 | 3.ª        | 33    | 30    |
| CD Marino      | España | 2012-2013 | 2.ª B      |       | 8     |
| At. Granadilla | España | 2013      | 3.ª        | 4     | 1     |
| UD Ibarra      | España | 2013-2014 | 3.ª        |       | 4     |
| UD Gomera      | España | 2013-2014 | Preferente |       |       |